# Höherstufiger Wunsch
Als höherstufige Wünsche werden in der Philosophie Wünsche über Wünsche erster Ordnung bezeichnet, wobei ein Wunsch erster Ordnung einen Willen über eine Handlung darstellt.
Höherstufige Wünsche sind potentiell öfter von längerfristigen Grundüberzeugungen und Vernunft geleitet, während Wünsche erster Ordnung auch Impulsverhalten sein können und sich nicht auf andere Wünsche beziehen.

## Einführung
Regine Kather betrachtet freien Willen nicht als Zustand, sondern als einen lebenslangen Prozess, also passend zu der Sichtweise, dass sich freier Wille in der jeweiligen Situation aus dem Vorhandensein von höherstufigen Wünschen ergibt. Ansgar Beckermann und Regine Kather thematisieren beide den Zusammenhang zwischen Bewusstsein und freiem Willen: Bewusstsein hat das Quantenrauschen physikalischer Prozesse als Eingangsvariable und die Wiederholung von erlerntem Verhalten als zentrales Funktionsprinzip. Der freie Wille ergibt sich daraus quasi erst durch die intelligente Metakognition, also die Anwendung höherstufiger Wünsche auf die eigenen Handlungsabsichten und damit der ethischen Kontrolle der eigenen Impulsivität, die keinen freien Willen darstellen kann, wenn sie, so Beckermann, „auf neuronalen Prozessen im Gehirn beruht, die stattfinden, bevor ich die Absicht, etwas tun zu wollen, überhaupt ausbilde“, oder der Mensch entscheidet, laut Kather, unter konkreten Bedingungen und im Licht ethischer Prinzipien, wobei der Mensch durch die spezifische Form des Bewusstseins über die Ziele und Gründe seines Handelns nachdenken kann und somit eine größere Freiheit erlangt als es sie schon im Tierreich gibt.
Nach Harry Frankfurt, dem Erfinder des Konzepts, hat ein Drogenabhängiger freien Willen etabliert, in Hinsicht auf diesen einen Aspekt, wenn sein höherstufiger Wunsch keine Drogen zu nehmen dem handlungswirksamen Willen keine Drogen zu nehmen zu Vorrang über sein Bedürfnis Drogen zu nehmen verhilft, also entscheidet, welcher seiner Wünsche erster Ordnung sein Verhalten dominiert.
Logischerweise gilt die Argumentation auch für die Pascalsche Wette als höchstem höherstufigen Wunsch, sodass der Drogenabhängige auch einen freien Willen etabliert hat, wenn er sich dazu motiviert sieht, die Wette zu gewinnen. In Maslows Bedürfnishierarchie liegt der Sinn des Lebens auf der untersten Ebene darin, dass das Leben weitergeht, und auf der höchsten Ebene (Transzendenz) liegt der Sinn des Lebens wiederum in der Fortführung. Der Sinn des Lebens kann daher mit „weiterzugehen“ approximiert werden, was eine triviale Wahrheit ist, da die meisten anderen Ziele mit dem Ende des Lebens ebenfalls ihren Sinn verlieren. Diesen Sinns des Lebens vorausgesetzt folgt unmittelbar der höherstufige Wunsch die Pascalsche Wette zu gewinnen, entsprechend dem Wunsch des Drogensüchtigen seine Drogensucht zu überleben.
John Locke argumentiert, dass, wenn der Wille durch das wahrgenommene größere Wohl bestimmt würde, jeder Akteur konsequent auf das Erreichen der „unendlichen ewigen Freuden des Himmels“ ausgerichtet wäre, was folglich der höchste höherstufige Wunsch wäre die Pascalsche Wette zu gewinnen.

## Begriffsgeschichte
Der Philosoph John Locke forderte für freien Willen bereits die Fähigkeiten, vor einer Entscheidung innezuhalten und zu überlegen, was zu tun das Beste wäre, und die Fähigkeit, dem Ergebnis dieses Nachdenkens gemäß zu entscheiden und zu handeln:

“[When it comes to] chusing a remote [i.e., future] Good as an end to be pursued, [agents are] at Liberty in respect of willing <...>
In [the power to suspend the prosecution of one’s desires] lies the liberty Man has <...> [the power to suspend is] the source of all liberty.”

Das Konzept der höherstufigen Wünsche geht unter diesem Namen auf den Philosophen Harry Frankfurt zurück, der damit den Freien Willen unabhängig vom Determinismus erklärt, also von der These, dass das Geschehen der Welt durch vorherberechenbare Naturgesetze festgelegt wäre, was aber ohnehin durch die Heisenbergsche Unschärferelation und resultierendes Quantenrauschen äußerst unplausibel erscheint. Selbst wenn die Welt aber durch solche Gesetze bestimmt wäre, könnte man in dem Sinne frei sein, dass Wünsche zweiter Ordnung den Vorrang von Wünschen erster Ordnung bestimmten. Diese Sichtweise wird als Kompatibilismus bezeichnet.
Die Idee höherstufiger Wünsche wurde von anderen Philosophen übernommen, im deutschsprachigen Raum etwa von Ansgar Beckermann.
Beckermann plädiert für eine fähigkeitsbasierte Auffassung von Willensfreiheit, wie auch von John Locke vorgeschlagen.